# ثلاثة عشر يوما (فلم)
ثلاث عشر يوماً (بالإنجليزية: Thirteen Days) هو فيلم تشويق سياسي أمريكي تاريخي من إنتاج عام 2000 من إخراج روجر دونالدسون. حيث تدور أحداثه عن أزمة الصواريخ الكوبية التي حصلت عام 1962 والتي كانت بمثابة جزء من الحرب الباردة التي حدثت بين الولايات المتحدة والإتحاد السوفيتي بشكل درامي، من منظور القيادة السياسية الأمريكية. حيث يلعب كيفن كوستنر دور مساعد البيت الأبيض الكبير كينيث بي أودونيل، مع بروس غرينوود في دور الرئيس جون إف كينيدي، وستيفن كولب في دور المدعي العام روبرت إف كينيدي، وديلان بيكر كوزير للدفاع روبرت ماكنمارا.
بينما يحمل الفيلم نفس عنوان كتاب بنفس الأسم قد نُشر في عام 1969 وهو من تأليف النائب العام السابق روبرت إف كينيدي، إلا أن الفيلم في الواقع مبني علي كتاب نُشر في عام 1997، يدعي بأسم أشرطة كينيدي: داخل البيت الأبيض أثناء أزمة الصواريخ الكوبية ، بقلم إرنست ر. ماي وفيليب دي زيليكو. وتعد هذه ثاني دراما وثائقية حول الأزمة، أولها كانت عام 1974 التي كانت تسمي بأسم صواريخ أكتوبر ، والتي اعتمدت اعتمادًا كبيرًا علي كتاب روبرت إف كينيدي. ويحتوي فيلم عام 2000 على بعض المعلومات التي تم رفع السرية عنها في وقت قريب حديثًا غير متوفرة للإنتاج السابق، ولكنه يأخذ ترخيصًا دراميًا أكبر، لا سيما في اختياره لأودونيل بطلًا. تلقى ملاحظات إيجابية عمومًا من النقاد الذين أشادوا بالسيناريو وأداء الممثلين، لكنه كان قنبلة شباك إذ بلغت عوائده 66.6 مليون دولار مقابل ميزانية 80 مليون دولار.

## القصة
في أكتوبر 1962، كشفت صور الاستطلاع الجوي يو-2 أن الاتحاد السوفيتي بصدد وضع صواريخ باليستية متوسطة المدى تحمل أسلحة نووية في كوبا. فتوجب على الرئيس جون إف كينيدي (الذي يقوم بدوره الفنان بروس غرينوود) ومستشاريه أن يتوصلوا إلى خطة عمل لمنع غرائمهم السوفيت من القيام بذلك. كينيدي صمم على إظهار أن الولايات المتحدة لن تسمح بتهديد بلاده بصاروخ نووي. حيث نصحت هيئة الأركان المشتركة بضرورة المبادرة بتوجيه ضربات عسكرية أمريكية فورية ضد مواقع الصواريخ يليها غزو كوبا هذا مما جعل الرئيسي الأمريكي كينيدي في موقف تردد في الهجوم والغزو لأن هذا من المحتمل جدًا أن يتسبب في أن يقوم السوفييت بغزو برلين، مما قد يؤدي إلى إندلاع حرباً عالمية ثالثة. نقلاً عن مجلة The Guns of August ، راى كينيدي تشابهًا مع الأحداث التي التي إدت إلي قيام الحرب العالمية الأولى، حيث لم تتطور تكتيكات قادة الجانبين منذ الحرب الفرنسية البروسية وكانت عفا عليها الزمن، ولكن هذه المرة فقط الأسلحة النووية. يبدو أن الحرب شبه حتمية.
تحاول إدارة كينيدي إيجاد حل يزيل الصواريخ بشكل سلمي دون اللجوء إلي الحل العسكري لكن يتجنبوا خوض حرب نووية قد تودَى بالبشرية وتُنهي الحياة علي وجه الأرض. لكنهم رفضون حصار السوفيت لكوبا، حيث يُنظر إليه رسميًا على أنه بمثابة إعلان حرب من قبل السوفيت، ويستقرون على ما يصفونه علنًا بأنه الحجر الصحي. وأعلنوا أن القوات البحرية الأمريكية ستوقف دخول جميع السفن إلى المياه الكوبية وتفتيشها للتحقق من أنها لا تحمل أسلحة متجهة إلى كوبا. يرسل الاتحاد السوفيتي رسائل متضاربة ردًا على ذلك. قبالة سواحل كوبا، عادت السفن السوفيتية من خطوط الحجر الصحي. وزير الخارجية دين راسك (الذي يقوم بدوره الفنان هنري ستروزير) تستمر الإدارة في إصدار أوامر بصور طائرات التجسس، لكن أحد كبار مستشاري كينيدي، كيني أودونيل (الذي يقوم بدوره الفنان كيفن كوستنر)، حيث يدعو الطيارين للتأكد من عدم إبلاغ الطيارين بإطلاق النار عليهم، لأنهم إذا كانوا كذلك، ستضطر الدولة إلى الانتقام بموجب قواعد الاشتباك.
سكالي، مراسل ABC News ، اتصل به «المبعوث» السوفيتي ألكسندر فومين (الذي قام بدوره بوريس لي كروتونوج)، ومن خلال طريقة الاتصال عبر القناة الخلفية، يعرض السوفييت إزالة الصواريخ مقابل تأكيدات عامة من الولايات المتحدة بأن لن تغزو كوبا أبدًا. تم استلام رسالة طويلة بنفس نبرة الاتصال غير الرسمي من فومين، والتي كتبها رئيس الوزراء السوفيتي نيكيتا خروتشوف شخصيًا على ما يبدو. يتبع ذلك كابل ثانٍ أكثر تشددًا يعرض فيه السوفييت صفقة تتضمن إزالة الولايات المتحدة لصواريخ جوبيتر من تركيا. تفسر إدارة كينيدي الثانية على أنها رد من المكتب السياسي، وفي عمل محفوف بالمخاطر، تقرر تجاهلها والرد على الرسالة الأولى، التي يفترض أنها من خروتشوف. كانت هناك عدة خطوات خاطئة خلال الأزمة: تم رفع مستوى الاستعداد الدفاعي للقيادة الجوية الاستراتيجية (SAC) إلى ديفكون 2 (خطوة واحدة خجولة من أقصى درجات الاستعداد للحرب الوشيكة)، دون إبلاغ الرئيس إجراء اختبار سلاح نووي (Bluegill Triple Prime) وإجراء اختبار روتيني لصاروخ هجوم أمريكي دون علم الرئيس.
ضربة فورية، سمح الرئيس كينيدي بشن هجمات على مواقع الصواريخ وغزو كوبا، لبدء يوم الاثنين التالي. تم إرسال طائرة استطلاع تابعة لسلاح الجو U-2 فوق كوبا لجمع المعلومات الاستخبارية للهجوم، لكن تم إسقاطها، مما أدى إلى مقتل الطيار. بعد الكثير من المداولات مع اللجنة التنفيذية لمجلس الأمن القومي ‏، قام كينيدي بمحاولة أخيرة لتجنب الحرب من خلال إرسال شقيقه، روبرت إف كينيدي (ستيفن كولب)، للقاء السفير السوفيتي أناتولي دوبرينين ليلة الجمعة. يكرر بوبي مطلبه بأن يزيل السوفييت صواريخهم من كوبا، وفي المقابل يعد بعدم غزو كوبا أو المساعدة في غزوها. يصر دوبرينين على أنه يجب على الولايات المتحدة أيضًا إزالة جميع صواريخ المشتري من تركيا، على حدود الاتحاد السوفيتي. يقول بوبي أن مقايضة غير ممكن، ولكن في مقابل خروتشوف إزالة جميع الصواريخ من كوبا، وسوف يكون هناك تفاهم سري بأن الولايات المتحدة سوف إزالة كافة لها صواريخ «عفا عليها الزمن» من تركيا في غضون ستة أشهر كجزء من خطة مجدولة مسبقا. أعلن السوفييت، الأحد، أنهم سينزعون صواريخهم من كوبا، لتفادي حرب كان من الممكن أن تتصاعد لاستخدام الأسلحة النووية. ينتهي الفيلم برئيس كينيدي يملي رسالة تعزية لعائلة طيار الاستطلاع، رودولف أندرسون، الذي أُسقط فوق كوبا كجزء من الاستعدادات للغزو، والأخوين كينيدي وأودونيل خارج المكتب البيضاوي كما تم تشغيل الصوت الفعلي لخطاب بدء الرئيس كينيدي في الجامعة الأمريكية في الخلفية. .

## طاقم التمثيل
| - بروس غرينوود في: الرئيس جون إف كينيدي - ستيفن كولب في: المدعي العام روبرت إف كينيدي - ديلان بيكر وزير للدفاع روبرت ماكنمارا. - كيفن كوستنر: مساعد البيت الأبيض الكبير كينيث بي أودونيل - ستيفاني رومانوف: السيدة الأولى جاكلين كينيدي - كيفين كوستنر: المساعد الخاص للرئيس كينيث أودونيل - مايكل فيرمان: سفير الولايات المتحدة إلى الأمم المتحدة أدلاي ستيفنسون الثاني - دانيال فيرجارا: الأمين العام لمنظمة الدول الأمريكية خوسيه أنطونيو مورا - بيل سميتروفيتش: رئيس هيئة الأركان المشتركة القائد ماكسويل تايلور - فرانك وود: مستشار الأمن القومي ماكجورج بندي - إد لاوتر: نائب مدير وكالة المخابرات المركزية فريق مارشال كارتر، الولايات المتحدة الأمريكية - ماديسون ماسون: رئيس العمليات البحرية أميرال جورج ويلان أندرسون جونيور - كيفن كونواي: رئيس أركان القوات الجوية الأمريكية عام كورتيس لوماي، القوات الجوية الأمريكية - برامود كومار: الأمين العام للأمم المتحدة يو ثانت - تيم كيلير: مستشار البيت الأبيض تيد سورنسن - لين كاريو بصفة سابقة وزير الخارجية دين آتشيسون | - أوليك كروبا: وزير الخارجية السوفيتي أندري جروميكو - جاك ماكجي: ريتشارد ج. دالي، عمدة شيكاغو - جانيت كولمان: إيفلين لينكولن، سكرتيرة الرئيس كينيدي - توم إيفريت: والتر شيريدان، المساعد الخاص للرئيس كينيدي - أوليغ فيدوف: فاليريان زورين، السفير السوفيتي لدى الأمم المتحدة. - إيليا باسكن: أناتولي دوبرينين، سفير الاتحاد السوفيتي لدى الولايات المتحدة - لاري شتراوس: وزير الخزانة كيه. دوغلاس ديلون - والتر أدريان: نائب الرئيس ليندون جونسون - لوفورد، ابن باتريشيا كينيدي لوفورد، هو ابن شقيق الرئيس وروبرت كينيدي - كيلي كونيل: السكرتير الصحفي بيير سالينجر - بيتر وايت مدير وكالة المخابرات المركزية جون ماكون - بوريس لي كروتونوج بدور ألكسندر فيكليسوف (المعروف أيضًا باسم ألكسندر فومين)، جاسوس الكي بي جي - جيمس كارين: جورج بول - كيتلين واكس بدور كاثي أودونيل - ماريا كازاكوفا: امرأة سوفياتية |

## شباك التذاكر
تم منح الفيلم إصدارًا مسرحيًا محدودًا في يوم عيد الميلاد عام 2000، وإصدارًا واسعًا في 12 يناير 2001، مع إصدار آخر لمختلف البلدان طوال معظم العام. حقق الفيلم 66,579,890 دولارًا في جميع أنحاء العالم مقابل ميزانية إنتاج قدرها 80 مليون دولار.